# حوزه انتخابیه ساوه و زرندیه
حوزهٔ انتخاباتی ساوه و زرندیه  یکی از حوزه از حوزه‌های استان مرکزی برای انتخابات مجلس شورای اسلامی است. این حوزه به مرکزیت ساوه، ۱ نماینده دارد.

## نمایندهدوره دهم
محمدرضا منصوری

## پی‌نوشت و منبع
- «جدول حوزه‌های انتخابیه در انتخابات دهمین دورهٔ مجلس شورای اسلامی» (PDF). مرکز پژوهش و سنجش افکار صدا و سیما. بایگانی‌شده از اصلی (PDF) در ۵ اكتبر ۲۰۱۸. دریافت‌شده در ۷ ژوئیه ۲۰۱۶. تاریخ وارد شده در |archive-date= را بررسی کنید (کمک)